# Thecabius populisuctus
Thecabius populisuctus är en insektsart som beskrevs av Zhang, G.-x. och T.-s. Zhong 1995. Thecabius populisuctus ingår i släktet Thecabius och familjen långrörsbladlöss. Inga underarter finns listade i Catalogue of Life.